# BEGIN BEST 1990-2000
『BEGIN BEST 1990-2000』（ビギン・ベスト）は、BEGINのベスト・アルバム。2001年2月21日発売。発売元は、テイチクエンタテインメント。

## 解説
1990年3月21日にメジャー・デビューを果たしてから10周年目の時期に発売されたベスト・アルバム。ファン・スタッフに人気のある楽曲を重点的に収録。デビュー・シングル「恋しくて」から、デビューのきっかけとなったTBS系テレビ番組『三宅裕司のいかすバンド天国』で歌われた「LONELY NIGHT」や「涙そうそう」まで20世紀に発売された楽曲から選曲。新曲「おつかれさん」をボーナストラックとして収録。本楽曲は、NHK『みんなのうた』で2000年12月〜2001年1月に使用された。歌詞カードに、ファンから楽曲に寄せられた思い出・エピソードを一部掲載。2002年12月18日に、DVD-Audio盤で発売。

## 収録曲
1. 恋しくて
  - 作詞・作曲：BEGIN　編曲：白井良明
2. 流星の12弦ギター
  - 作詞：松井五郎　作曲：山田直毅　編曲：白井良明
3. 太陽のチルドレン
  - 作詞：真名杏樹　作曲：BEGIN　編曲：山田直毅
4. その夜観覧車最後の一周
  - 作詞: 松井五郎　作曲：BEGIN　編曲：山田直毅
5. グライダー
  - 作詞：松井五郎　作曲：岡本朗　編曲：山田直毅
6. YOU
  - 作詞・作曲：BEGIN　編曲：岡田徹
7. 路上の花束
  - 作詞：坂元裕二　作曲：BEGIN　編曲：岡田徹
8. LONELY NIGHT
  - 作詞・作曲：BEGIN　編曲：白井良明
9. 声のおまもりください
  - 作詞：田代五月・一倉宏　作曲：BEGIN　編曲：山田直毅
10. Birthday Song
  - 作詞・作曲・編曲：BEGIN
11. 愛が走る
  - 作詞：辻仁成　作曲・編曲：BEGIN
12. 空に星があるように
  - 作詞・作曲：荒木一郎　編曲：梅林茂
13. 防波堤で見た景色
  - 作詞・作曲・編曲：BEGIN
14. 未来の君へ
  - 作詞・作曲：BEGIN　編曲：朝本浩文
15. 涙そうそう
  - 作詞：森山良子　作曲：BEGIN　編曲：萩田光雄
16. おつかれさん
  - 作詞・作曲：BEGIN　編曲：BEGIN・平田文一

## 関連作品
- 空に星があるように - 荒木一郎の1966年の楽曲。
- 涙そうそう
- 音楽旅団　M-2
- GLIDER　M-3・4・5
- どこかで夢が口笛を吹く夜　M-7
- MY HOME TOWN　M-8